# Sarah Gustafsson
Sarah Jasmine Susanna Gustafsson, född 9 juni 1996 i Katarina församling i Stockholm, är en svensk skådespelare och modell.
Gustafsson fick sitt genombrott som skådespelare när hon gestaltade Klara Ceder i TV-serien Eagles mellan 2019 och 2023. Hon har även medverkat i TV-serierna En mot en och Allt som blir kvar under 2022. Hon spelar en av huvudrollerna, Amina Khalil, i TV-serien Barracuda Queens.

## Filmografi (i urval)
- 2019–2023 – Eagles (TV-serie)
- 2022 – Allt som blir kvar (TV-serie)
- 2022 – En mot en (TV-serie)
- 2023–2025 – Barracuda Queens (TV-serie)